# Alfred Keene
Alfred Keene (ur. 14 maja 1873 w Kensington, zm. 1 marca 1955 w Shalford) – brytyjski szermierz, członek brytyjskiej drużyny olimpijskiej w 1908 oraz 1912 roku.